# Tajwańska Partia Niepodległościowa
Tajwańska Partia Niepodległościowa (chiń. trad. 建國黨; pinyin Jiànguódǎng) – partia polityczna w Republice Chińskiej na Tajwanie, należąca do koalicji Zielonych. Tłumaczenie jej oficjalnej nazwy chińskiej to Partia Budowy Narodu (lub Państwa), a oficjalna nazwa angielska to Taiwan Independence Party (TAIP).
Utworzona 6 października 1996 roku przez członków Demokratycznej Partii Postępowej, którzy nie godzili się na złagodzenie pro-niepodległościowego kursu DPP, obliczonego na pozyskanie większej ilości centrowych głosów i na próby nawiązania koalicji z Nową Partią i frakcjami w Kuomintangu. Wśród członków założycieli było kilku znaczących akademików tajwańskich. Partia wywodziła się z członków „Ruchu na rzecz budowy państwa” założonego przez Peng Ming-mina po jego porażce w wyborach prezydenckich w 1996 r.
Partia od początku radziła sobie słabo, głównie ze względu na brak doświadczenia w rekrutowaniu członków i pozyskiwaniu funduszy. Ponadto większość pro-niepodległościowo nastawionych wyborców nadal popierało DPP. Po wygraniu w 2000 roku wyborów prezydenckich przez Chen Shui-biana, część członków uznała, że cel polityczny partii został osiągnięty i wrócili oni do DPP. Gdy w 2001 powstała Unia Solidarności Tajwanu, przejęła on większość wyborców TAIP, która praktycznie przestała istnieć.